# Marušići (żupania splicko-dalmatyńska)
Marušići – wieś w Chorwacji, w żupanii splicko-dalmatyńskiej, w mieście Omiš. W 2011 roku liczyła 151 mieszkańców.